# Tomás Abel Carrasco Cortés
Tomás Abel Carrasco Cortés (* 13. November 1970 in Santa Bárbara, Provinz Bío-Bío) ist ein chilenischer römisch-katholischer Geistlicher und Bischof von San Juan Bautista de Calama.

## Leben
Tomás Abel Carrasco Cortés besuchte das Colegio rural in Santa Bárbara und später das Liceo A-59 in Los Ángeles. Ab 1994 studierte er Philosophie und Katholische Theologie am Priesterseminar in Concepción. Er wurde am 30. März 2001 zum Diakon geweiht und empfing am 31. Oktober desselben Jahres durch den Bischof von Los Ángeles, Miguel Caviedes Medina, das Sakrament der Priesterweihe für das Bistum Los Ángeles.
Carrasco Cortés war zunächst als Pfarrvikar und ab 2006 als Pfarrer der Pfarrei San Diego de Alcalá in Tucapel tätig. Von 2002 bis 2004 war er zudem Pfarradministrator der Pfarrei Santa Bárbara. Später fungierte er zusätzlich zwei Jahre als Pfarradministrator der Pfarrei Nuestra Señora de Lourdes in Chacayal und sieben Jahre als Pfarrer der Pfarrei Nuestra Señora de Las Mercedes sowie als Dechant des Dekanats Cordillera. Daneben erwarb Carrasco Cortés nach weiterführenden Studien an der Universidad Santo Tomás ein Lizenziat im Fach Pädagogik. Neben seiner Tätigkeit in der Pfarrseelsorge lehrte er von 2008 bis 2012 an der Universidad Católica de la Santísima Concepción in Los Ángeles. Ab 2017 wirkte Carrasco Cortés als Pfarrer der Pfarrei Sagrada Familia in Los Ángeles. Von 2018 bis 2022 war er zudem Dechant des Dekanats Los Ángeles. Außerdem war er Kaplan an den Schulen der Fundación Juan XXIII und geistlicher Begleiter der Gruppe Madrugadores sowie Diözesanjugendseelsorger und Verantwortlicher für die Berufungspastoral. Darüber hinaus gehörte er dem Priesterrat des Bistums Santa Maria de Los Ángeles an.
Am 24. Mai 2023 ernannte ihn Papst Franziskus zum Bischof von San Juan Bautista de Calama. Der Apostolische Nuntius in Chile, Erzbischof Alberto Ortega Martín, spendete ihm am 18. August desselben Jahres auf dem Gelände des Instituto Obispo Silva Lezaeta in Calama die Bischofsweihe; Mitkonsekratoren waren der Bischof von Santa Maria de Los Ángeles, Felipe Bacarreza Rodríguez, und der Bischof von Villarrica, Francisco Javier Stegmeier Schmidlin.